# Esteban Rams y Rubert
Esteban Rams y Rubert (Blanes, Cataluña, España, 7 de diciembre de 1805 - Icaño, Santiago del Estero, Argentina, 12 de abril de 1867) fue un ingeniero, comerciante y financista español que tuvo una importante actividad en torno a diversos gobiernos de la Confederación Argentina. Pasó las dos últimas décadas de su vida intentando la navegación comercial del río Salado, en el norte de ese país.

## Primeras actividades comerciales
Se recibió de ingeniero en Barcelona y llegó en 1822 a Buenos Aires. Asociado a su padre, se dedicó al comercio, como representante de casas de comercio porteñas en las ciudades de Santa Fe, Paraná, Montevideo, Corrientes y Asunción del Paraguay.
Durante el primer año del gobierno de Carlos Antonio López fijó el centro de sus operaciones comerciales y navales en Pilar (Paraguay).
Al año siguiente enviudó y decidió mudarse a Buenos Aires; en el camino, su buque fue atacado y saqueado por José Garibaldi, que actuaba como corsario a favor del Gobierno de la Defensa de Montevideo, enemigo del gobernador de la Provincia de Buenos Aires, Juan Manuel de Rosas. Le fue robado incluso el ataúd con el cadáver de su esposa. El almirante Guillermo Brown derrotó poco después a Garibaldi, rescatando parte de sus bienes y los restos de su esposa.

## Entre Buenos Aires y la Confederación
Se instaló en Paraná, capital de la Provincia de Entre Ríos, donde colaboró con el gobernador Justo José de Urquiza en la organización, provisión y financiación de sus campañas al Uruguay. Organizó el servicio hospitalario de la provincia, sobre todo el de uso militar.
Acompañó al Ejército Grande en la campaña culminada en la Batalla de Caseros, a continuación de la cual improvisó tres hospitales de guerra. Volvió a establecerse en Buenos Aires, donde fundó el Asilo de Beneficencia Española, origen del actual Hospital Español de Buenos Aires.
Durante los años de separación entre la Confederación Argentina y el Estado de Buenos Aires, fue uno de los pocos empresarios que tenía buenas relaciones en ambos estados. De modo que participó tanto en la fundación del Ferrocarril Oeste Argentino, organizado en las cercanías de Buenos Aires, como en la construcción de los muelles de Rosario, que pasó rápidamente a ser el segundo puerto en importancia del país.
Apoyó la  gestión de Aarón Castellanos en la fundación de colonias en la Provincia de Santa Fe, empezando por la Colonia Esperanza.
En mayo de 1856 realizó una operación financiera de gran envergadura, al comprar 300 000 pesos fuertes en bonos del gobierno de la Confederación, pagados en pesos plata.

## La conquista del río Salado
Entusiasmado por los informes del marino norteamericano Thomas Jefferson Page, que había explorado el cauce inferior del río Salado del Norte y había pronosticado el éxito en la navegación del mismo, en junio de 1856 firmó con el ministro Santiago Derqui un contrato para la navegación a vapor de este río. Para la financiación de esta gran empresa vendió todos sus bienes, reuniendo 12 millones de pesos plata.
En noviembre de 1856 hizo en un pequeño vapor el recorrido completo del río Salado en 18 días, acompañado por un contingente de tropas de la provincia de Santiago del Estero, comandadas por el general Antonino Taboada. Ese éxito suscitó generalizadas esperanzas sobre la perspectiva de organizar las comunicaciones del litoral argentino con el Noroeste a través del río Salado. Durante los años siguientes se dedicó a profundizar los pasos más playos del río. En enero de 1857 realizó la primera navegación aguas arriba, aunque encontró dificultades de toda índole, con lo que el recorrido le tomó once meses.
Mantuvo muy buenas relaciones con los indígenas, ya que arrastraba detrás del vapor una barcaza llena de artículos vistosos y baratos, que obsequiaba a sus jefes con generosidad. Dedicó muchos esfuerzos a bautizarlos y reunirlos en varias colonias agrícolas que fundó con ellos en Santiago del Estero. Su éxito en este sentido fue relativo, excepto por la fundación del actual pueblo de Icaño.
Viajó por Europa en busca de fondos para extender sus exploraciones y agrandar la empresa de navegación. Aunque recorrió varios países, sólo obtuvo una suma significativa en España. En 1859 el gobierno santiagueño le concedió una extensión de terreno sobre el río, aunque se trataba de una zonas controlada por los indígenas.
En 1862 hizo una nueva navegación, acompañado por el cónsul inglés Hutchinson, que estaba interesado en promover el cultivo de algodón. El gobernador de Santiago del Estero y un gran séquito dieron inicio oficialmente a las obras de canalización en El Bracho.
Pero la realidad lo doblegaría: tratándose de un río que cruza zonas desérticas, a medida que se formaban poblaciones en sus orillas –las mismas que hubieran justificado la existencia de un canal navegable– éstas extraían grandes cantidades de agua del río, restándole caudal y por ende profundidad. El mismo Rams y Rubert construyó canales de riego en Icaño. Por otro lado, el río Salado es un río con grandes variaciones estacionales de caudal.
Fracasados todos sus intentos, falleció de cólera en Icaño, el pueblo que había fundado, en abril de 1867. Además de la fundación de Icaño, el impulso de Rams y Rubert extendió la práctica de la agricultura bajo riego en el sudeste de Santiago del Estero, generando un progresivo desarrollo económico y el aumento de la población. En la actualidad, debido a la extracción de agua para riego, el río Salado es sólo un cauce vacío en las estaciones secas y lleva agua únicamente durante la mitad del año.